# فيضان رومانيا 1970

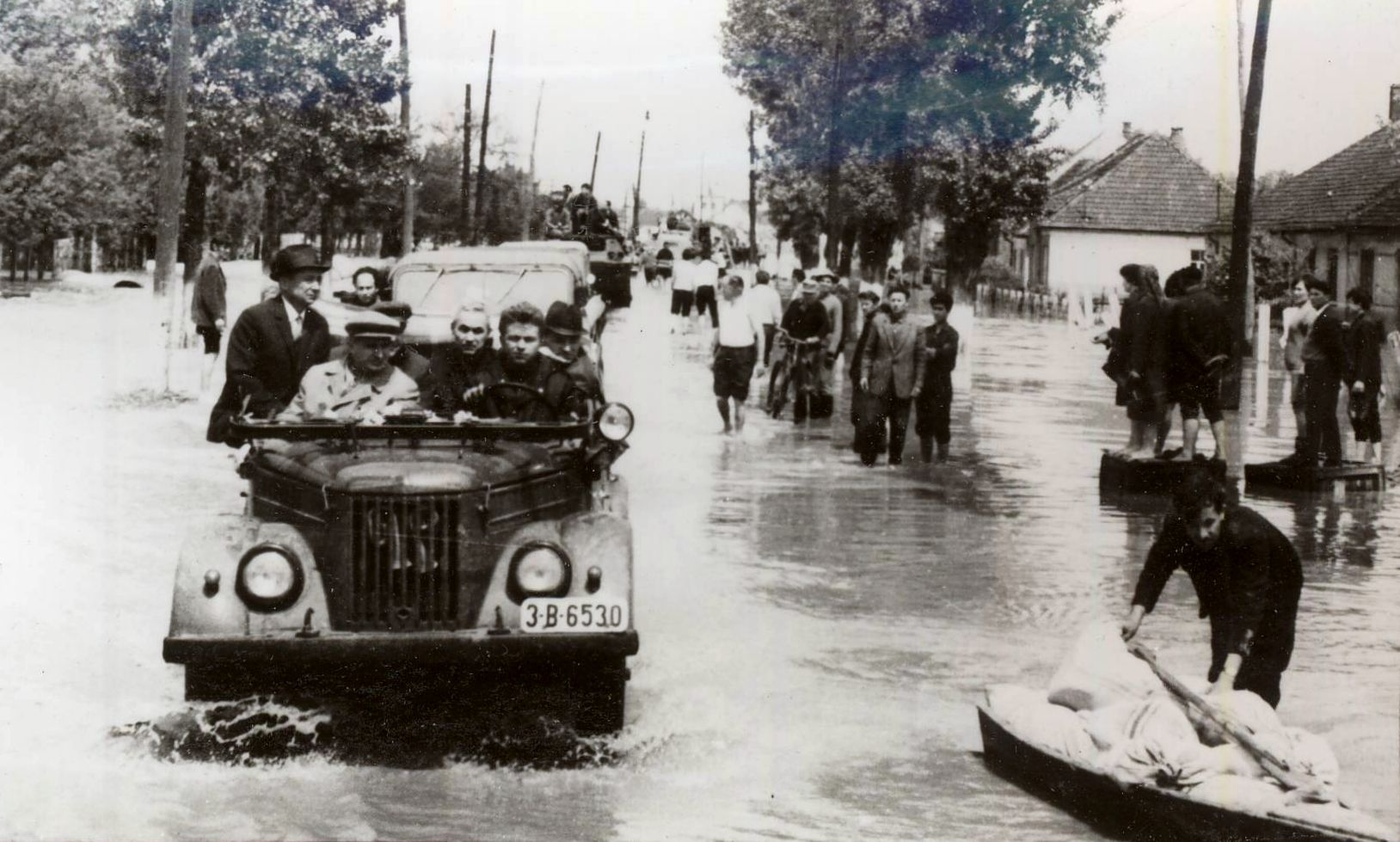
نيكولاي تشاوشيسكو (الجالس في المقدمة على اليسار) متجولاً في طرقات مدينة ساتو ماري بعد يومين من غمرانها بالفيضان.

فيضان رومانيا عام 1970 كانت فيضانات جارفة نتجت اثر رياح عاصفة وموجة ساخنة أذابت كميات ضخمة من الثلوج على جبال الكربات. جاعلةً منها الأسوأ في تاريخ رومانيا وأكثرها ضررا حتى فيضان عام 2006. وقدرت الخسائر آنذاك بحوالي 500 مليون دولار على الأقل، وربما وصلت الخسائر إلى أكثر من مليار دولار.